# DB Cargo Polska
Firma DB Cargo Polska S.A. (VKM: DBSRP, dříve PCCSZ) je významný polský železniční dopravce. Sídlem společnosti je od roku 2011 Zabrze, dříve firma sídlila v Jaworzně. Společnost patří od 21. července 2009 do skupiny DB Cargo z holdingu Deutsche Bahn, do té doby byla součástí holdingu PCC SE se sídlem v Duisburgu. Vedle podnikání v železniční dopravě se firma zabývá také těžbou písku a zároveň je vlastníkem nebo spoluvlastníkem několika dalších logistických firem, které dohromady tvoří stejnojmenný holding.
Firmy v rámci holdingu se pak vedle provozování nákladní drážní dopravy a těžby písku zabývají či zabývaly také provozováním dráhy, výrobou, opravami a údržbou hnacích vozidel a železničních vozů, intermodální dopravou, osobní železniční dopravou aj.

## Historie

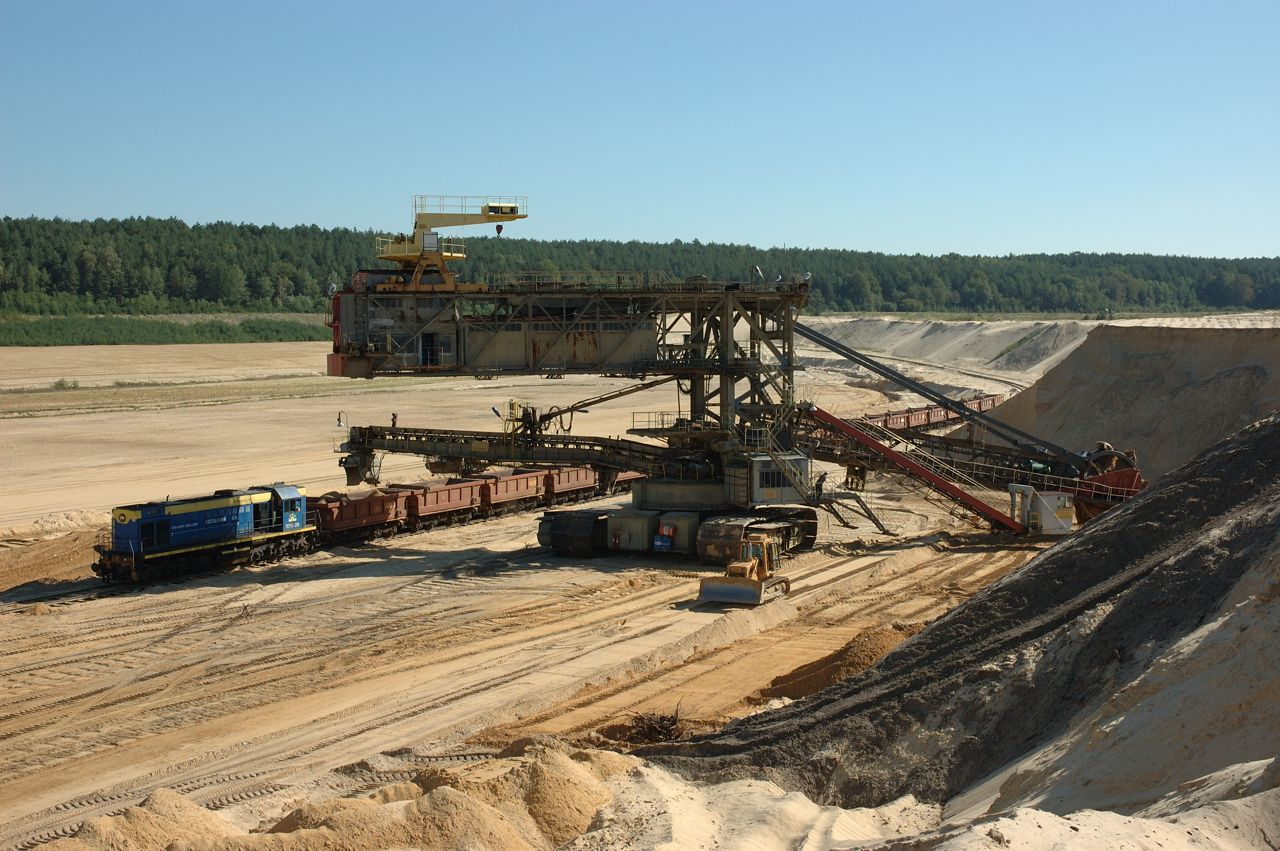
Těžba a nakládka písku v pískovém poli Ciężkowice

### Pískové doly
V roce 1947 byla ve Slezsku zahájena výstavba prvních tzv. pískových drah, které byly budovány především pro dopravu písku z pískoven do nedalekých černouhelných dolů. Budováním těchto drah a pískoven byl posléze pověřen podnik Przedsiębiorstwo Materiałów Podsadzkowych Przemysłu Węglowego (PMPPW), který byl zřízen k 1. lednu 1951. V rámci tohoto podniku byla v roce 1954 založen pískový důl Szczakowa, který byl spojen nově vybudovanou železniční tratí s centrální „pískovou“ stanicí Jęzor. V roce 1955 pak došlo ke spojení s pískovnou Jęzor do závodu s názvem „Jęzor–Szczakowa“, v roce 1959 pak byl název změněn na „Centralna Piaskownia“ (tj. centrální pískovna). K další změně názvu došlo v roce 1964, a to na Kopalnia Piasku Podsadzkowego „Szczakowa“.
Rozdělením PMPPW pak k 1. 5. 1990 vznikla samostatná firma Kopalnia Piasku Szczakowa, která byla k 1. 7. 1994 transformována na akciovou společnost Kopalnia Piasku Szczakowa S.A. (KP Szczakowa). Ta se zabývala především těžbou písku v rozsáhlých pískových polích v okolí Sosnovce, Jaworzna a Bukowna a současně jeho železniční dopravou především po vlastní železniční síti, případně po tratích dalších firem vzniklých transformací PMPPW (Kopalnia Piasku Kuźnica Warężyńska, Kopalnia Piasku Maczki–Bór).

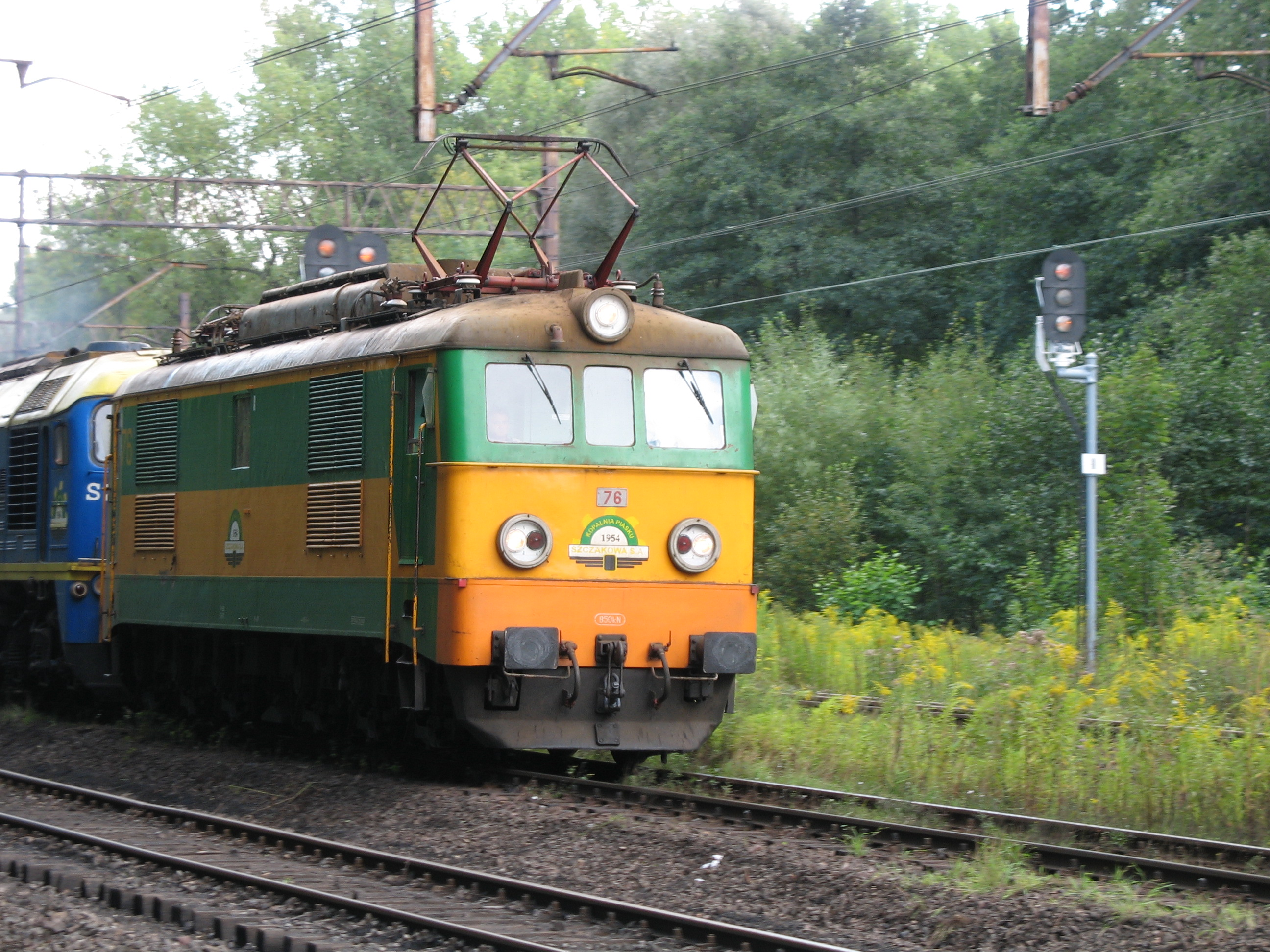
Lokomotiva řady 3E/1 v původním nátěru Kopalni Piasku Szczakowa

### Kapitálový vstup PCC
Národní investiční fond Hetman prodal 5. září 2003 33 % akcií KP Szczakowa německé firmě PCC AG. Na základě povolení polského antimonopolního úřadu došlo k postupnému získání nadpolovičního podílu PCC AG v KP Szczakowa a k 30. červenci 2004 ke změně názvu firmy na PCC Rail Szczakowa S.A. Postupně také došlo k tomu, že původní hlavní náplň činnosti firmy, tj. těžba písku, ustoupila do pozadí a začala se rychle rozvíjet železniční část společnosti, zejména po umožnění vstupu na železniční síť ve správě firmy PKP Polskie Linie Kolejowe.

### Vznik holdingu PCC Rail
K 1. dubnu 2006 vznikl holding PCC Rail S.A., který vedle nejvýznamnější firmy PCC Rail Szczakowa S.A. zahrnoval i další logistické a dopravní firmy, podnikající především v Polsku. Během třetího čtvrtletí roku 2006 pak přešlo 10 logistických firem skupiny PCC pod firmu PCC Rail Szczakowa S.A. a následně 16. listopadu se její název změnil na PCC Rail S.A. (VKM: PCCSZ).

### Akvizice PTKiGK Rybnik

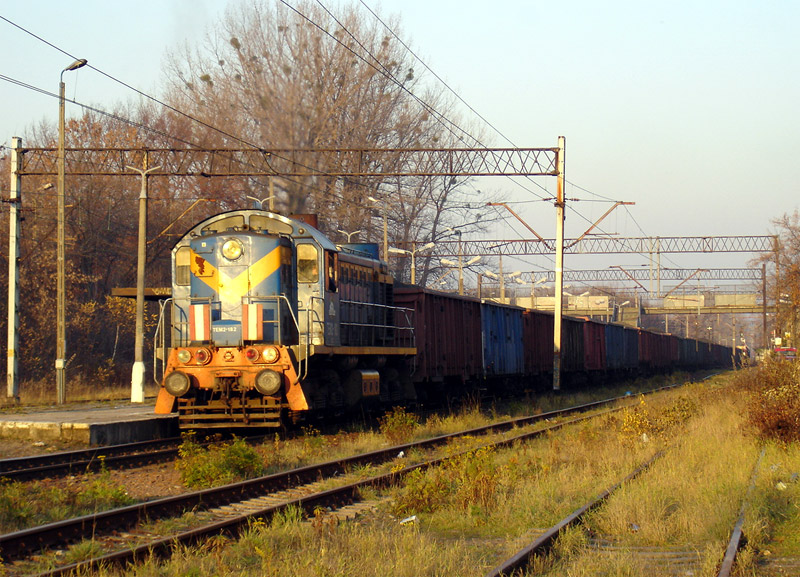
Lokomotiva TEM2-182 společnosti PCC Rail

V srpnu 2007 společnost PCC Rail oznámila, že drží již 10 % akcií dopravce PTKiGK Rybnik a připravuje výkup
dalších akcií do celkového podílu 49 %. Reakcí na tuto situaci bylo zrušení tendru na hledaní strategického partnera pro společnosti PTKiGK Rybnik a PTK Holding, do kterého se přihlásilo celkem deset firem. 23. srpna 2007 pak PCC Rail získala kontrolní většinu akcií v PTKiGK Rybnik a oznámila, že chce získat 100% podíl ve společnosti. Převzetí necelých 50 % akcií firmou PCC bylo ukončeno 17. září 2007 s tím, že k navýšení podílu až na 85 % dojde po schválení transakce polským antimonopolním úřadem. Integrace PTKiGK Rybnik do skupiny PCC Rail došlo k 8. říjnu 2008, kdy byl v obchodním rejstříku změněn název společnosti PTKiGK na PCC Rail Rybnik.

#### Firmy holdingu PCC Rail
Vyčleněním některých aktivit z mateřské společnosti PCC Rail do dceřiných společností a akvizicemi dalších společností vznikl holding PCC Rail, kam patřily následující společnosti:
- PCC RAIL S.A., Jaworzno – železniční dopravce
- PCC Rail Rybnik, Rybnik – železniční dopravce
- PCC Cargo S.A., Sławków – spediční firma

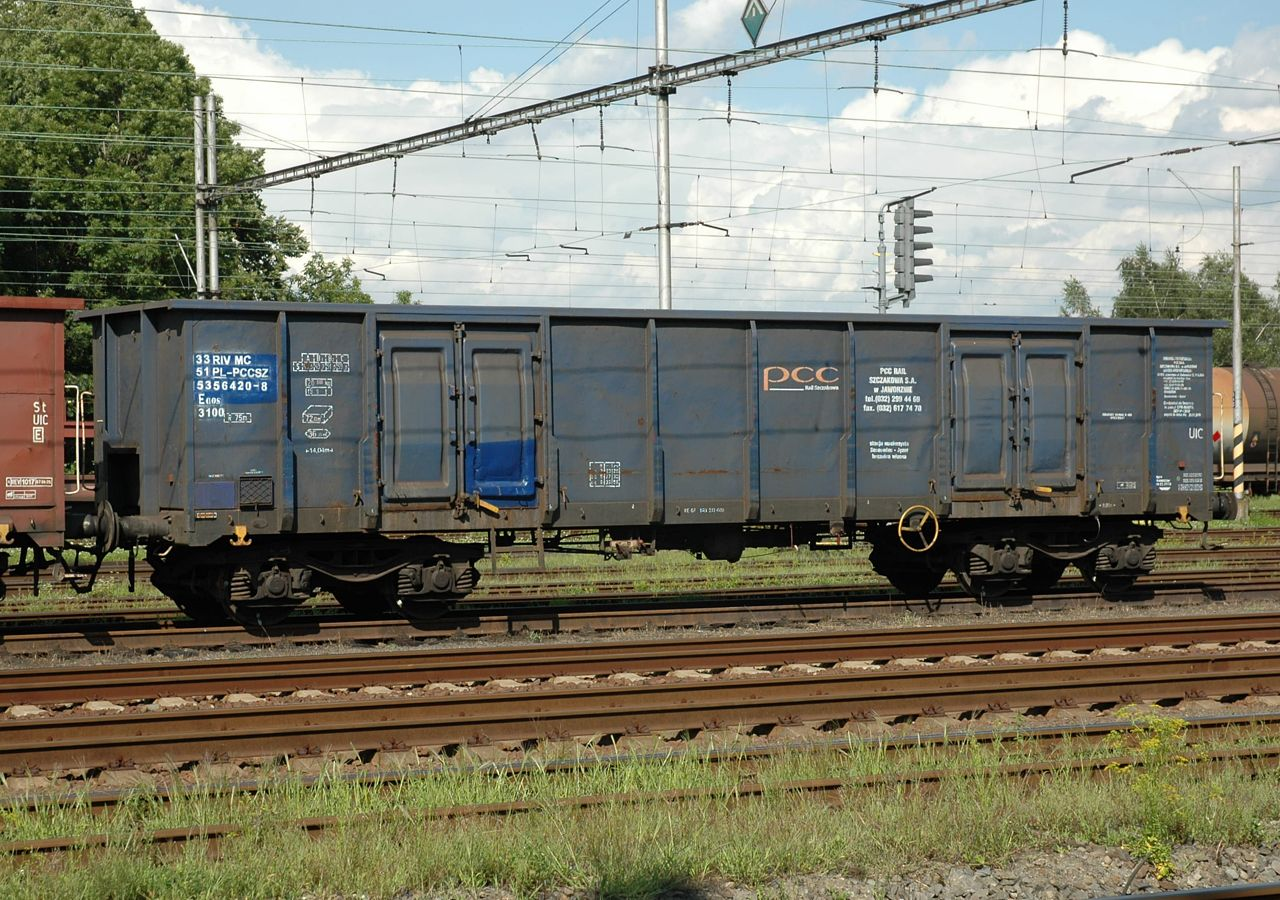
Vůz řady Eaos společnosti PCC Rail

- PCC Rail Coaltran Sp. z o. o., Varšava – železniční dopravce
- PCC Spedkol Sp. z o.o., Kandřín-Kozlí – železniční dopravce
- PCC RAIL Infrastruktura S.A., Rybnik – zabývá se provozováním dráhy a údržbou části sítě tzv. pískových drah ve Slezsku a jiných vleček (vznikla k 23. červnu 2009 sloučením společností PCC Śląskie Linie Kolejowe S.A., a PTK Infrastruktura S.A.)[16]
- PCC Rail Tabor S.A., Rybnik – opravce a výrobce kolejových vozidel
- PCC Tabor Szczakowa Sp. z o.o., Jaworzno – opravce kolejových vozidel
- PCC Kolchem Sp. z o. o., Brzeg Dolny – železniční dopravce
- Energoport Sp. z o.o., Rybnik – obchodní společnost
- PCC Port Szczecin Sp z o.o., Štětín – námořní přístav

### Vstup do skupiny DB Schenker
V lednu 2009 oznámila mateřská společnost PCC SE, že dohodla prodej PCC Rail do rukou německé firmy DB Schenker ze skupiny Deutsche Bahn. Transakce mohla být dokončena až po schválení prodeje antimonopolním úřadem EU. Po schválení prodeje Evropskou komisí, ke kterému došlo 12. června 2009, se skupina PCC Rail stala od 21. července 2009 součástí holdingu DB Schenker. Hodnota prodeje PCC Rail do rukou DB Schenker je odhadována na částku 400 mil. EUR. V listopadu 2009 – po zápisu do obchodního rejstříku – se název společnosti změnil na DB Schenker Rail Polska S.A.

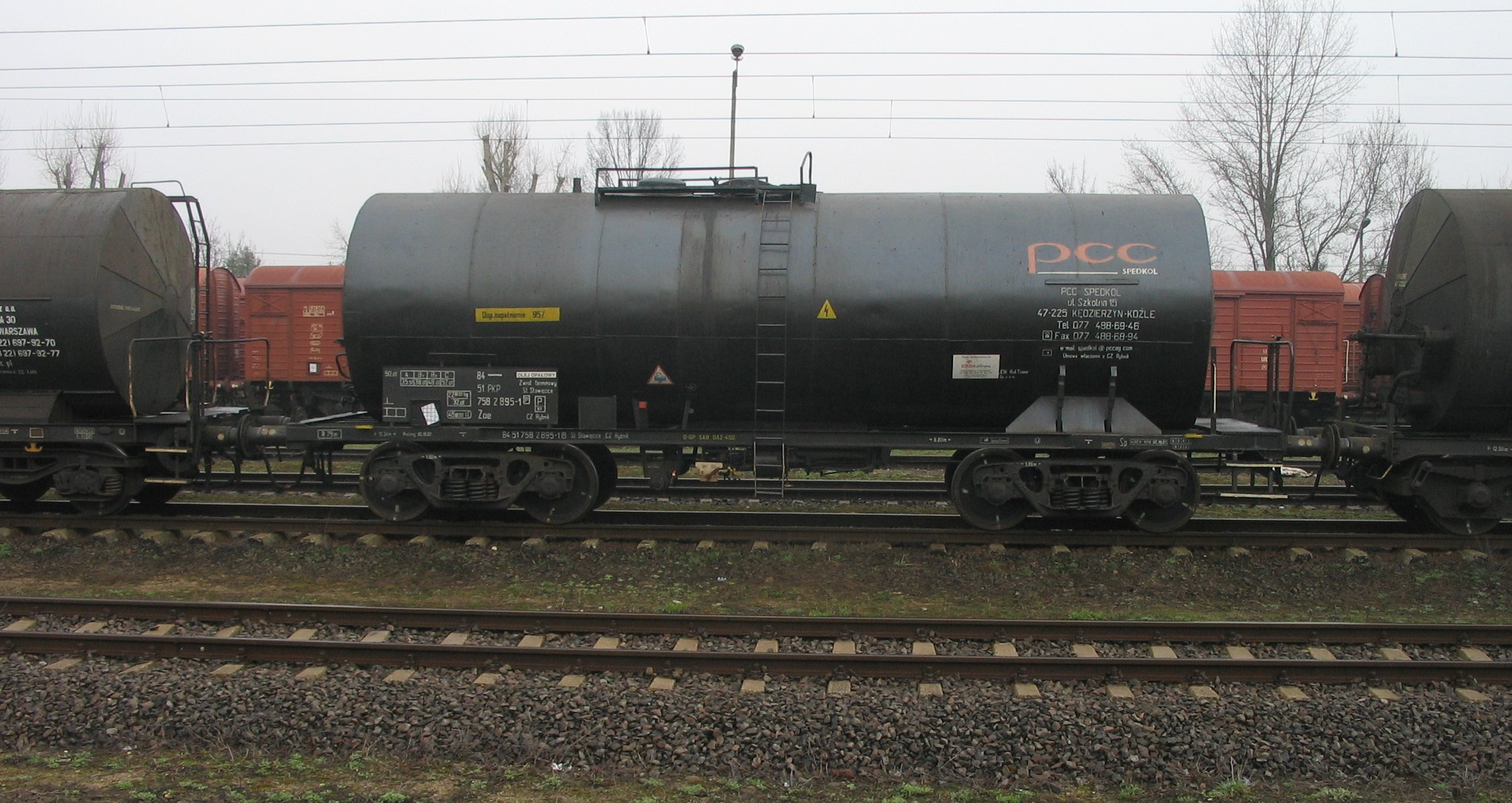
Kotlový vůz společnosti PCC Spedkol

Do skupiny DB Schenker Rail Polska patřily také:
- DB Schenker Rail Coaltran, Warszawa (železniční dopravce)
- DB Schenker Rail Spedkol, Kandřín-Kozlí (železniční dopravce a speditér)
- DB Schenker Rail Zabrze, Zabrze (železniční dopravce)
- DB Schenker Rail Rybnik, Rybnik (železniční dopravce)
- DB Schenker Rail Tabor, Rybnik (opravce železničních vozidel)
- Nadwiślański Zakład Transportu Kolejowego, Wola (železniční dopravce)[21]

3. ledna 2011 zanikly sloučením s mateřskou společností DB Schenker Rail Polska firmy DB Schenker Rail Zabrze, DB Schenker Rail Rybnik, Energoport, Trawipol, PUT Trans Pak a NZTK.
Po této konsolidaci jsou na počátku roku 2015 součástí skupiny vedle mateřské společnosti DB Schenker Rail Polska také společnosti:
- DB Schenker Rail Spedkol Sp. z o.o.
- DB Port Szczecin Sp. z o.o.
- Infra SILESIA S.A.[23]

K 29. dubnu 2016 došlo ke změně názvu společnosti na DB Cargo Polska S.A.

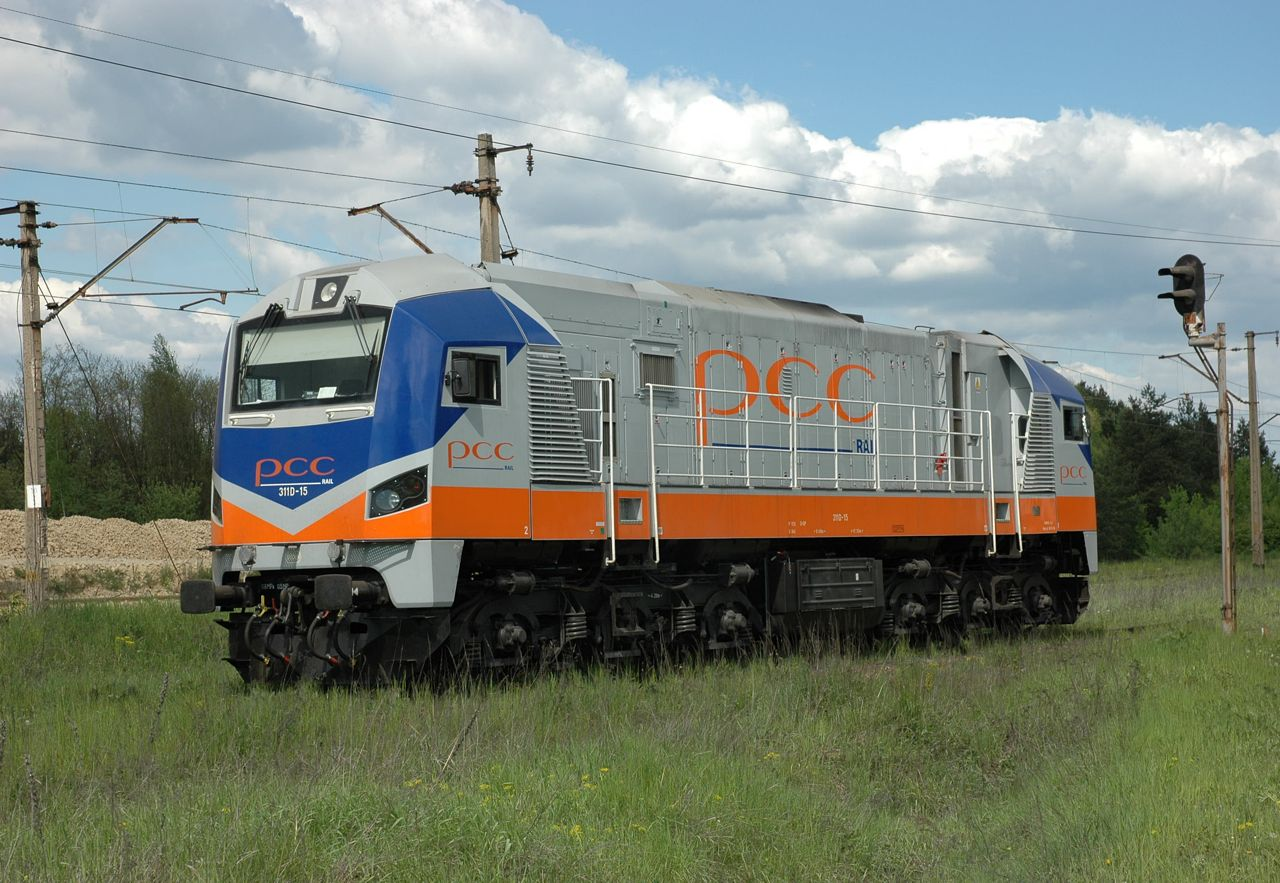
Lokomotiva řady 311D v barvách PCC Rail

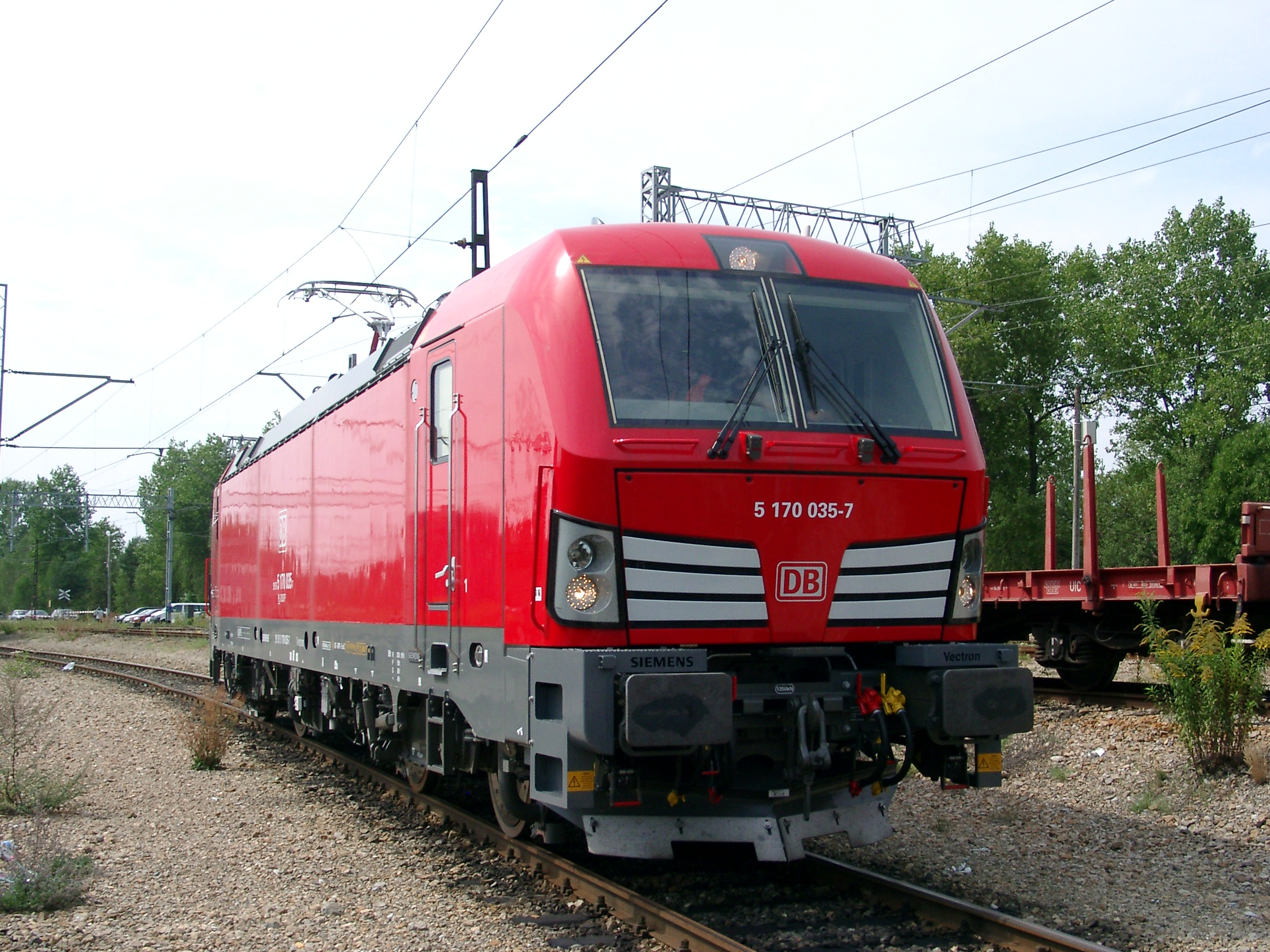
Elektrická lokomotiva Siemens Vectron z parku DB Cargo Polska

## Lokomotivní park
Základem lokomotivního parku byly především stroje zděděné ještě z dob fungování pod názvem Kopalnia Piasku Szczakowa. Jedná se především o šestinápravové lokomotivy sovětského původu (lokomotivka Brjansk) řady TEM2 a polské šestinápravové elektrické lokomotivy řady 3E/1 (u PKP označovány řadou ET21). V souvislosti s rozvojem firmy se nakupovaly šestinápravové motorové lokomotivy rumunského původu řady 060DA (ST43) a sovětského původu M62 (ST44). V roce 2005 však byly všechny stroje řady 060DA v rámci unifikace vyměněny s dopravcem Lotos Kolej za stroje řady M62. Od roku 2005 se pak lokomotivní park začal rozrůstat také o lokomotivy řady BR232 a BR231 sovětské výroby a dále o elektrické lokomotivy řady 181 pronajaté od Českých drah.
Od podzimu 2007 si PCC Rail postupně najímá od lokpoolu společnosti CBRail celkem 15 kusů motorových lokomotiv typu 311D, které vznikly modernizací a remotorizací strojů řady M62. Doba nájmu je stanovena na 10 let. 19. března 2008 schválil český Drážní úřad zajíždění těchto lokomotiv z Polska do první stanice v ČR a lokomotivy 311D PCC Rail se tak začaly objevovat ve stanici Petrovice u Karviné, později i v Bohumíně.
Od roku 2010 společnost rozšiřuje svůj park traťových motorových lokomotiv o stroje typu JT42CWR, známé též jako Class 66, které pocházejí od sesterské společnosti DB Cargo UK. Park elektrických lokomotiv je modernizován od roku 2012 dodávkami strojů Siemens Vectron. Celkem bylo objednáno 23 kusů, všechny stroje mají být dodány do poloviny roku 2015.
V návaznosti na dodávky nových lokomotiv také firma začala ve velkém odstavovat a následně rozprodávat nepotřebné lokomotivy, jednalo se především o motorové lokomotivy M62, BR231, BR232, S200, TEM2 či SM42. Poslední lokomotivu řady S200 firma odstavila počátkem roku 2020. V roce 2013 také společnost ukončila pronájem 20 elektrických lokomotiv řady 181 (původně pronajaty od Českých drah), které byly vráceny aktuálním vlastníkům STK a Koleje Czeskie.

## Nákladní doprava

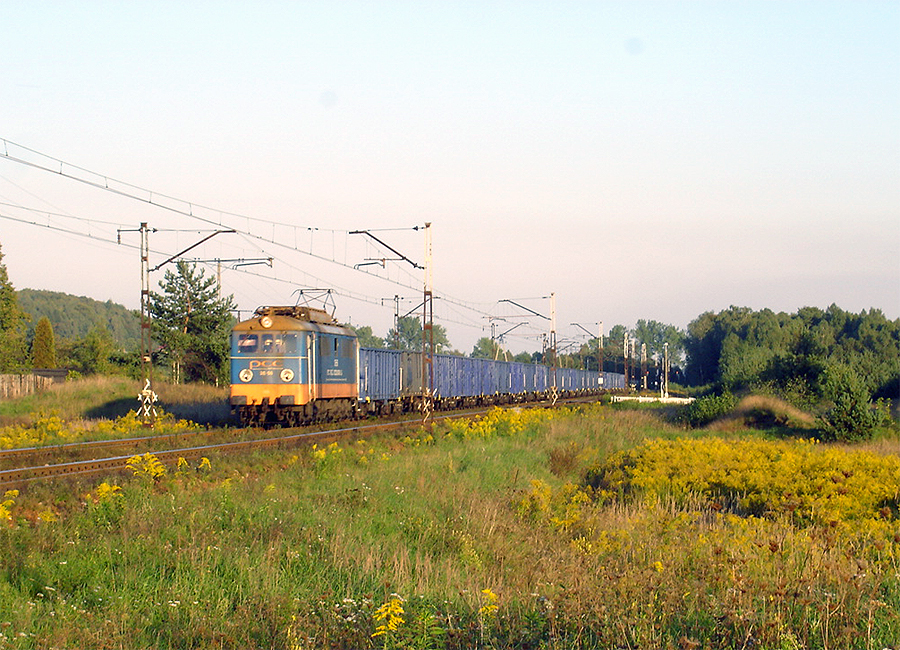
Vlak společnosti PCC Rail v čele se strojem řady 3E/1

### Vlaky přes česko-polskou hranici
Vlak dopravce PCC Rail (tehdy ještě PCC Rail Szczakowa) překročil poprvé česko-polskou hranici 26. dubna 2005. Jednalo se vlak s pískem pro Slévárny Třinec, který byl veden přes hraniční přechod Chałupki – Bohumín. Dopravcem na českém území byly České dráhy. Takto byly na jaře 2005 přepraveny tři vlaky.
Pravidelné přepravy v opačném směru pak byly zahájeny 28. července 2006. Jednalo se o přepravy uhlí v relaci Karviná–Doly (Důl ČSM) – Dąbrowa Górnicza přes hraniční přechod Petrovice u Karviné – Zebrzydowice. Také v tomto případě byly dopravcem v ČR České dráhy.
V říjnu 2012 byl ve spolupráci s ČD Cargo zahájen provoz liniového vlaku Moravia, který spojuje Sławięcice s Bohumínem a je určen pro přepravy jednotlivých zásilek. Lokomotiva DBSRP přitom vlak veze až do stanice Bohumín-Vrbice, nedochází tedy k přepřahu na českou lokomotivu v polských Chałupkách, jak je obvyklé.
30. ledna 2015 společnost samostatně realizovala přepravu i na území České republiky, přičemž na české území využila licenci společnosti Arriva vlaky, která patří rovněž do skupiny Deutsche Bahn. Jednalo se o ucelený vlak koksu v relaci Zdzieszowice – Ostrava-Bartovice.

### Kontejnerové vlaky
Společně se svou dceřinou společností PCC Intermodal rozvíjela PCC Rail síť ucelených kontejnerových vlaků. První kontejnerovou relací této společnosti je od června 2005 spojení terminálu Brzeg Dolny s přístavem Svinoústí. Jako první polský soukromý dopravce PCC Rail (resp. v té době ještě PCC Rail Szczakowa) zahájil provoz pravidelného mezinárodního kontejnerového vlaku. Vlak jezdí od 13. prosince 2005 v relaci Płock Trzepowo - Großlehna a přepravuje polyethylen v kontejnerech. Dopravcem na německé straně je společnost Mitteldeutsche Eisenbahn GmbH (MEG).
Provoz další kontejnerové relace byl zahájen 28. listopadu 2006. Nový vlak spojil námořní terminál Baltic Container Terminal v přístavu Gdyně s Euroterminalem ve slezském Sławkówě. 30. května 2007 pak dopravce PCC Rail přivezl první kontejnerový vlak do nového terminálu DCT Gdańsk.
2. dubna 2008 byla zahájena přeprava kontejnerů ucelenými vlaky PCC Rail v další relaci: z terminálu ve Slezském logistickém centru v říčním přístavu Hlivice do námořních terminálů v Trojměstí.
Poté, co se společnost dostala do rukou DB Schenker, zatímco intermodální operátor PCC Intermodal zůstal ve skupině PCC, přišla firma o přepravy pro PCC Intermodal, které převzal dopravce Lotos Kolej. Společnost však začala přepravy kontejnerových vlaků zajišťovat pro jiné operátory. Jedná se například o tzv. Šeštokai Express, který pro operátora Hupac Intermodal vozí DBSRP od prosince 2012 z Gądek u Poznaně do litevské Mockavy. Zároveň tím došlo k narušení monopolu PKP Cargo v nákladní dopravě přes hraniční přechod Trakiszki–Mockava.

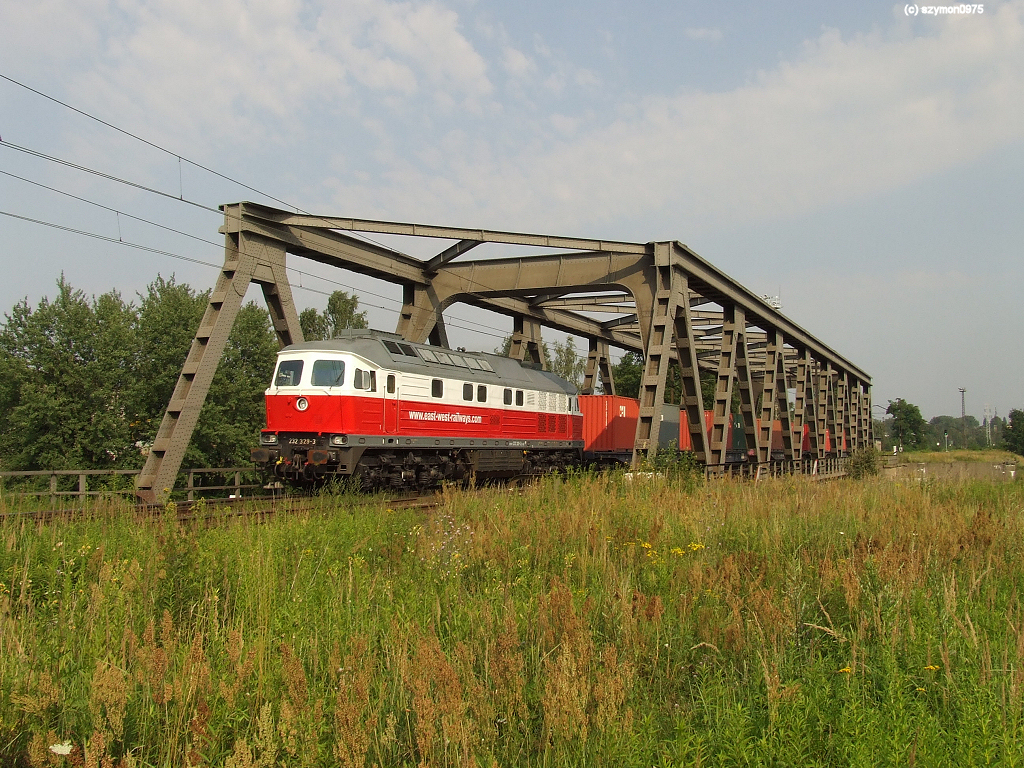
Lokomotiva 232 329-3 DB v barvách East West Railways

### Přepravy jednotlivých vozů
Od ledna 2010 společnost zahájila přepravu jednotlivých vozů, což bylo do té doby doménou státního dopravce PKP Cargo. Přepravy byly zahájeny vlakem nazvaným „Pociąg Liniowy Śląsk” („Liniový vlak Slezsko“), který je veden dvakrát týdně do braniborského Seddinu a v Polsku dobírá zátěž ve stanicích Wrocław Gadów, Kędzierzyn-Koźle (nádraží), Gliwice (nádraží) a Jaworzno Szczakowa. Od října 2012 je ve spolupráci s ČD Cargo provozován návazný liniový vlak Moravia, který spojuje stanici Sławięcice na trase vlaku Silesia s Bohumínem. Od prosince 2013 je v provozu třetí liniový vlak nazvaný Mazovia, který spojuje německou seřaďovací stanici Seddin s Poznaní a pomocí křídel dále s Kutnem a Wrocławí.

### Podíl na trhu
V roce 2008 měla skupina PCC Rail (včetně výsledků firmy PCC Rail Rybnik) podíl na trhu železniční nákladní dopravy v Polsku ve výši 5,7 % (podle čistých tunových kilometrů – čtkm), což odpovídá přepravnímu výkonu 2907,2 mil. čtkm. To řadí PCC Rail na třetí místo za PKP Cargo a CTL Logistics. Přitom v roce 2007 byl podíl PCC Rail na trhu 4,4 % (odpovídá 2348,3 mil. čtkm), tj. na čtvrtém místě za PKP Cargo, CTL Logistics a PKP LHS.
Podíl celé skupiny DB Schenker Rail Polska (tj. včetně DB Schenker Rail Spedkol) na polském železničním trhu podle čistých tunových kilometrů činil v roce 2013 5,59 %, o rok později (ale již jen přímo za DBSRP) klesl na 5,1 %. Společnost tedy byla na místě za dopravci PKP Cargo, Lotos Kolej a PKP Linia Hutnicza Szerokotorowa. V roce 2016 měla společnost na trhu polské nákladní železniční dopravy podíl 5,51 % (podle čtkm). Na podobné úrovni se podíl na trhu stabilizoval i v následujících letech, neboť v prvním pololetí roku 2024 činil 4,89 %.

### East West Railways
V roce 2007 bylo oznámeno založení společného podniku s největším německým železničním dopravcem Railion Deutschland AG (člen skupiny Deutsche Bahn AG). Takto měl vzniknout dopravce s názvem East West Railways se sídlem ve Vratislavi, do kterého bude ze strany Railionu vloženo 20 dieselových lokomotiv řady 232. Cílem společnosti měla být především nákladní doprava přes německo-polskou hranici.
Lokomotivy řady 232 pronajaté v rámci projektu East West Railways od německého Railionu používal dopravce PCC Kolchem, část lokomotiv provozoval do konce dubna 2008 dopravce PCC Rail na pískových drahách ve Slezsku, v souvislosti s dodávkami lokomotiv řady 311D je však vrátil firmě PCC Kolchem.

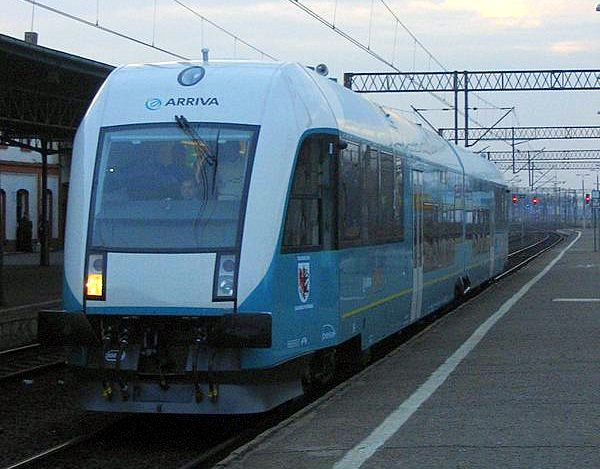
Motorová jednotka SA134-001 Arriva PCC

## Osobní doprava
Vedle dominantní nákladní dopravy se firma začala zabývat myšlenkou provozování veřejné osobní dopravy. Svůj úmysl poprvé veřejně prezentovala v únoru 2006, kdy dceřiná společnost Kolej Nadwiślańska uspořádala jízdy osobního vlaku tvořeného jednotkou řady SA132 po tratích PLK i soukromých provozovatelů dráhy. Kolej Nadwiślańska pak zvažovala pořádání jízd zvláštních osobních vlaků po vlečkách slezských průmyslových podniků, černouhelných a pískových dolů.
Nakonec však nebyla zahájena osobní doprava organizovaná firmou Kolej Nadwiślańska nebo přímo PCC Rail, ale byla uzavřena dohoda o vytvoření společného podniku mezi PCC Rail a britským autobusovým a železničním operátorem Arriva. V roce 2007 pak vznikla společnost Arriva PCC, kde měly obě firmy stejný podíl 50 %.

## Přístavy
Počátkem února 2007 firma získala podíl 45 % ve společnosti Drobnica – Port Szczecin, což je část přístavu ve Štětíně. V roce 2008 po získání podílu 91 % se název přístavní firmy změnil na PCC Port Szczecin. Firma také zvítězila ve výběrovém řízení na 30letý pronájem Finského nábřeží ve štětínském Grabowském ostrově, kde vybuduje nový kontejnerový terminál. Po vstupu PCC Rail do holdingu DB byl název společnosti změněn na DB Port Szczecin.

## Těžba písku
Přestože je dnes hlavní činností firmy železniční doprava, součástí aktivit je stále také těžba písku v okolí Jaworzna. Společnost je dnes největším producentem křemičitých písků v Polsku s roční těžbou na úrovni 3 až 4 mil. m³. Písky z produkce společnosti se využívají ve slévárenství, stavebnictví a pro zakládání podzemních prostor v hlubinných černouhelných dolech v Horním Slezsku. V roce 2012 byl závod na úpravu písku pro potřeby sléváren a stavebnictví prodán společnosti Sibelco Poland.